# Кармания (историческая область)

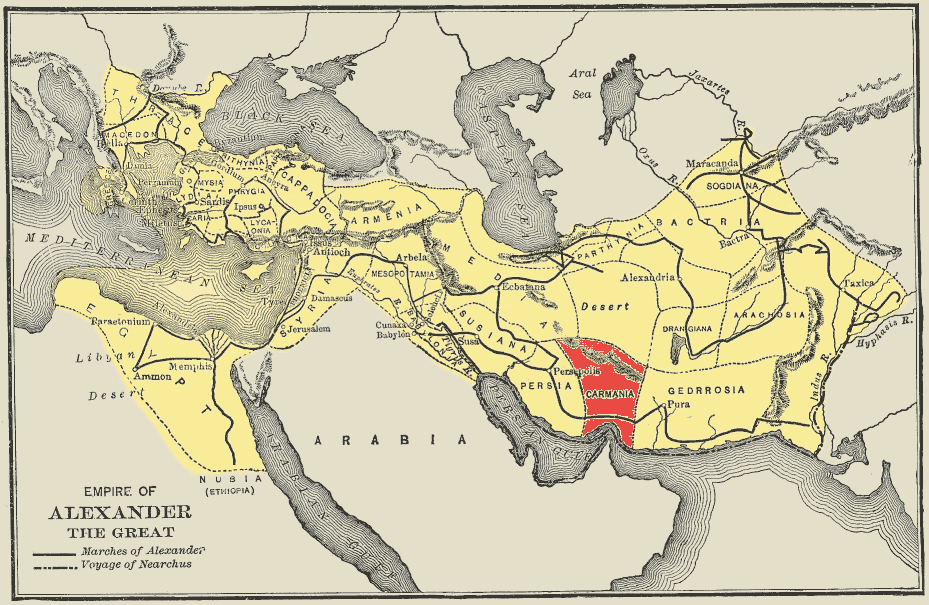
Кармания на карте Персидской державы, завоёванной Александром Македонским

Кармания (греч. Καρμανία) — древняя историческая область, которая располагается на юге современного Ирана.
Эта область граничила на западе с сатрапией Персидой, на севере с Парфией, на востоке с Гедрозией, а на юге с Персидским заливом. Кармания впервые была упомянута в античных трудах историком Полибием, Геродот в своей «Истории» упоминает неких германиев, которых можно отнести к жителям Кармании. Арриан отсчитывает береговую линию от устья Анамис (Минаб) на запад 3700 стадий (740 км).
Северная часть Кармании крайне пустынна. Южная часть наоборот, очень плодородная. Арриан упоминал Карманию в своём труде «Индия», где рассказывал о множестве цветущих виноградников. Главный город Кармании имеет то же самое название, что и в древности Керман. В современном Иране он является столицей остана Керман.
По всей видимости, Карманию к империи Ахеменидов присоединил ещё Кир II Великий, но в Бехистунской надписи Дария I Великого, где содержится список всех областей, подвластных персидскому царю, нет упоминания о Кармании. Из этого можно сделать вывод, что область входила в состав сатрапии Гедрозия. В IV веке до н. э. Кармания получила статус сатрапии. После смерти Александра Македонского Кармания стала частью империи Селевкидов. После этого — Парфии, а затем империи Сасанидов. Христианство здесь существовало недолго — около века (VI—VII века). После завоевания арабами империи Сасанидов, на всей территории бывшего государства получила распространение новая религия — ислам.